# 頭屋交流道
頭屋交流道為國道一號的交流道，位於臺灣苗栗縣頭屋鄉，指標原為126k，收費方式改為里程計費後調整為125k，於2013年8月2日下午2時開放通車，與苗栗交流道同為距離苗栗市區最近的交流道。此交流道完工通車之前，頭份交流道與苗栗交流道之間相距達22公里，為國道一號最長的交流道間距。
本交流道為南下車輛連接台72線快速公路的最佳方案，下交流道後，需經由臺13線後銜接台72線頭屋一交流道。公路總局曾評估整合台72線銅鑼交流道銜接國道一號成為系統交流道，但評估後不具經濟效益，故未設置。
|  | 125 頭屋 |      | 頭屋 |
|  | 125 頭屋 | 造橋 |      |

## 鄰近公路系統
- 台72線：頭屋一交流道
- 台13線
- 縣道126號
- 苗15線

## 外部連結
- 國道一號頭屋交流道示意圖 （页面存档备份，存于）（交通部高速公路局）